# Aglais luna
Aglais luna är en fjärilsart som beskrevs av Reuss 1909. Aglais luna ingår i släktet Aglais och familjen praktfjärilar. Inga underarter finns listade i Catalogue of Life.